# Bolboceras sulcifrons
Bolboceras sulcifrons är en skalbaggsart som beskrevs av Ide och Martinez 1993. Bolboceras sulcifrons ingår i släktet Bolboceras och familjen Bolboceratidae. Inga underarter finns listade.